# 하이퐁
하이퐁(베트남어: Hải Phòng / 海防, 해방)은 베트남 북부의 항구도시이며, 공업도시이다.
하이퐁은 다섯 중앙직할시 중 하나이며, 다낭, 껀터와 같은 국가급 중심도시이다. 하이퐁은 베트남에서 세 번째로 큰 도시이며, 현재 2025년까지 특별도시가 되기 위해 진행 중이다.
이곳은 베트남 사회경제, 안보 그리고 북부 지역의 전략적 요충지이며, 항구도시, 바다로 나가기 위한 베트남의 주요 갑문이다. 그리고 북부 주요 경제지역과 중월 경제협력벨트를 잇는 주요 교통 허브이다. 또한 북부 바닷길을 잇는 교통 허브이다. 깊은 바다가 있는 항구적 이점 때문에 하이퐁은 선박운송이 매우 발달했고 동시에 북부 주요 경제 지역의 성장동력이 되었다. 이 도시는 북부 연해 지역의 경제, 과학 그리고 종합 기술의 중심이며, 북부 주요 경제 지역의 발전 중심지이다. 2019년 4월 1일 인구조사 결과에 따르면, 하이퐁의 인구는 2,028,514명이고, 그중 도시 거주자는 924,741명인 45.6%를 차지했다. 나머지 54.4%인 1,103,773명은 농촌 거주자이다.
하이퐁은 호아프엉도(Hoa Phượng Đỏ 그리고 타인포깡(Thành phố Cảng)과 같은 비정식 명칭들이 남아있다.
봉황목은 하이퐁 항구 도시의 상징이다. 이 수종은 도시 내 도로변에서 많이 볼 수 있으며, 도시의 상징성을 지닌 찬란하고 아름다운 봉황 제품 역시 하이퐁 꽃집과 도시 오페라하우스 광장 근처에서 볼 수 있다. 매년 5월에 구 5번 국도를 타고 봉황나무가 매우 많이 볼 수 있는 시내로 들어가면, 봉황꽃이 붉게 핀 모습을 볼 수 있다. 또한 여름에 하이퐁으로 가기 위해 이 길을 지나가는 누구든, 다른 곳에선 만나 볼 수 없는 활짝 핀 봉황꽃들의 아름다운 풍경을 만나볼 수 있다.
하이퐁 다리들(약 20여개의 다리)의 도시 하이퐁에는 해군사령부 본부와 삼군 지역사령부 본부가 있다.
하이퐁은 대규모 무역, 공업지역과 북부 베트남 연안 지역의 서비스, 관광, 교육, 의료 그리고 수산물의 중심이다.

## 역사
고대에는 작은 어촌에 지나지 않았지만, 10세기 무렵부터 해상교통이 시작되어, 15세기에는 외국의 선박들도 왕래하게 되었다. 1870년 베트남 왕조는 이 땅에 부두를 건설하였고, 외국선과 교역을 할 수 있는 상관을 설치하였으며, 동시에 해안방비를 위해 병력을 주둔시켰다. 하이퐁(海防)이라는 이름의 유래는 이것에서 시작되었다.
1888년 7월 프랑스령 인도차이나 식민지 정부 아래에서 시로 승격하였으며, 하이퐁에 극동 최대의 해군기지로, 석탄의 수출항으로 발전하였다. 세계 2차대전이 끝난 이후 베트남이 독립을 선포하였을 때, 하이퐁은 프랑스 군이 처음으로 군사작전을 벌인 곳이다. 1955년 5월 프랑스의 마지막 부대가 하이퐁을 철수한 이후 식민지 시대는 종결되었다.
1964년 이후 미국과 베트남 전쟁이 터져, 북 베트남의 주요 항구라는 이유로 미국의 B-52기에 의해 수시로 폭격을 당하였다. 전쟁이 끝난 이후, 이 곳은 베트남의 공업 중심지가 되었다.
1993년 하이퐁은 베트남 최초의 수출가공구로서 인가되어 홍콩 등지에서 투자를 유치하여 수출기지로 발전하고 있다. 2007년 하이퐁시 인민평의회는 새롭게 행정구역을 정비하여 새롭게 즈엉낀군와 도선군 2개를 편입시켰다.

## 지리
하이퐁은 해안 도시이며, 껌강 어귀에, 홍강 하구에 위치해 있으며, 수도 하노이에서 약 120km 위치에 있다. 빈 대교가 껌강을 가로질러 투이응우옌현과 연결한다. 2001년을 기준으로 자연 면적으로 152,318.49헥타아르이다. 하이퐁은 북쪽으로 꽝닌성과, 서쪽으로 하이즈엉성, 남쪽으로는 타이빈성, 그리고 동쪽으로는 통킹만과 접경한다. 만에 위치한 박롱비섬, 깟바섬, 롱쩌우섬(군도)도 하이퐁시의 일부이다.

### 날씨
하이퐁은 온난 습윤 기후의 특징을 가지고 있으며, 더운 여름과 따듯하고, 건조한 겨울이 특징이다. 비교적 습한 계절은 4월부터 10월까지이며, 대략 도시의 연간 강수량의 90%(1600mm)가 이 시기에 집중된다. 겨울과 여름의 날씨는 온도에서 뚜렷한 차이가 있다. 7월의 여름철 평균 기온은 28.3 °C, 가장 추운 달인 1월은 16.3 °C이다. 가장 시원한 달은 1월과 2월이며, 평균 최고 기온이 20 °C, 최저 기온은 14 °C에 달한다. 가장 더운 달은 6월과 7월이며, 평균 최고 기온이 33 °C이고, 평균 최저 기온은 26 °C이다. 바다의 기온은 2월 21 °C의 최저 기온에서 고온이 지속되는 7월과 8월에는 30 °C에 이르기도 한다. 도시는 기후 변화로 지난 30년 동안 여름에는 약 1도가 상승했고, 겨울에는 약간 더 시원해졌다
| 하이퐁의 기후                     | 하이퐁의 기후 | 하이퐁의 기후 | 하이퐁의 기후 | 하이퐁의 기후 | 하이퐁의 기후 | 하이퐁의 기후 | 하이퐁의 기후 | 하이퐁의 기후 | 하이퐁의 기후 | 하이퐁의 기후 | 하이퐁의 기후 | 하이퐁의 기후 | 하이퐁의 기후   |
| 월                                | 1월           | 2월           | 3월           | 4월           | 5월           | 6월           | 7월           | 8월           | 9월           | 10월          | 11월          | 12월          | 연간            |
| --------------------------------- | ------------- | ------------- | ------------- | ------------- | ------------- | ------------- | ------------- | ------------- | ------------- | ------------- | ------------- | ------------- | --------------- |
| 역대 최고 기온 °C (°F)            | 31.0 (87.8)   | 34.1 (93.4)   | 35.4 (95.7)   | 37.4 (99.3)   | 41.5 (106.7)  | 39.5 (103.1)  | 38.5 (101.3)  | 39.4 (102.9)  | 37.4 (99.3)   | 36.6 (97.9)   | 33.1 (91.6)   | 29.9 (85.8)   | 41.5 (106.7)    |
| 일평균 최고 기온 °C (°F)          | 19.8 (67.6)   | 20.1 (68.2)   | 22.2 (72.0)   | 26.4 (79.5)   | 30.6 (87.1)   | 32.0 (89.6)   | 32.1 (89.8)   | 31.5 (88.7)   | 30.8 (87.4)   | 29.0 (84.2)   | 25.8 (78.4)   | 22.1 (71.8)   | 26.9 (80.4)     |
| 일일 평균 기온 °C (°F)            | 16.3 (61.3)   | 17.0 (62.6)   | 19.4 (66.9)   | 23.1 (73.6)   | 26.6 (79.9)   | 28.2 (82.8)   | 28.4 (83.1)   | 27.8 (82.0)   | 26.9 (80.4)   | 24.7 (76.5)   | 21.5 (70.7)   | 18.1 (64.6)   | 23.2 (73.8)     |
| 일평균 최저 기온 °C (°F)          | 14.2 (57.6)   | 15.2 (59.4)   | 17.7 (63.9)   | 21.1 (70.0)   | 24.1 (75.4)   | 25.6 (78.1)   | 25.9 (78.6)   | 25.3 (77.5)   | 24.3 (75.7)   | 22.0 (71.6)   | 18.8 (65.8)   | 15.5 (59.9)   | 20.8 (69.4)     |
| 역대 최저 기온 °C (°F)            | 4.5 (40.1)    | 4.5 (40.1)    | 6.1 (43.0)    | 10.4 (50.7)   | 15.5 (59.9)   | 18.4 (65.1)   | 20.0 (68.0)   | 18.9 (66.0)   | 15.6 (60.1)   | 12.8 (55.0)   | 8.0 (46.4)    | 4.9 (40.8)    | 4.5 (40.1)      |
| 평균 강수량 mm (인치)             | 28.0 (1.10)   | 27.4 (1.08)   | 48.5 (1.91)   | 85.3 (3.36)   | 201.6 (7.94)  | 238.1 (9.37)  | 238.1 (9.37)  | 353.0 (13.90) | 257.1 (10.12) | 136.3 (5.37)  | 43.0 (1.69)   | 22.8 (0.90)   | 1,679.3 (66.11) |
| 평균 강우일수                     | 8.4           | 12.8          | 17.1          | 12.9          | 12.6          | 14.1          | 14.2          | 17.5          | 13.8          | 9.7           | 6.4           | 5.5           | 145.2           |
| 평균 상대 습도 (%)                | 84.4          | 88.5          | 90.9          | 90.7          | 87.5          | 86.8          | 86.6          | 88.4          | 86.3          | 82.3          | 79.8          | 79.5          | 86.0            |
| 평균 월간 일조시간                | 82.0          | 46.6          | 41.3          | 85.0          | 183.7         | 181.3         | 199.1         | 169.5         | 179.1         | 179.8         | 148.5         | 126.8         | 1,624.8         |
| 출처 1: 베트남 과학기술양성연구소 |               |               |               |               |               |               |               |               |               |               |               |               |                 |
| 출처 2: The Yearbook of Indochina |               |               |               |               |               |               |               |               |               |               |               |               |                 |

| 월                | 1월           | 2월           | 3월           | 4월           | 5월           | 6월           | 7월           | 8월           | 9월           | 10월          | 11월          | 12월          | 년            |
| ----------------- | ------------- | ------------- | ------------- | ------------- | ------------- | ------------- | ------------- | ------------- | ------------- | ------------- | ------------- | ------------- | ------------- |
| 평균 기온 °C (°F) | 22 °C (72 °F) | 21 °C (70 °F) | 22 °C (72 °F) | 24 °C (75 °F) | 27 °C (81 °F) | 29 °C (84 °F) | 30 °C (86 °F) | 30 °C (86 °F) | 29 °C (84 °F) | 28 °C (82 °F) | 26 °C (79 °F) | 23 °C (73 °F) | 26 °C (79 °F) |

## 행정구역
호치민 시와 하노이와 함께 1975년 이후 베트남의 최초 3개 중앙 도시 중 하나였다. 하이퐁시는 7개의 도심 군, 6개의 교외 현과 2개의 도서 현로 구성되어 있다. 2014년을 기준으로 전체 인구 중 도시 거주자는 46.3%, 농촌 주민의 53.7%이다.

### 시
- 하이즈엉시 (Thành phố Hải Dương / 海陽市)
- 찌린시 (Thành phố Chí Linh / 至靈市)

### 시사
- 낀몬 시사 (Thị xã Kinh Môn / 荊門市社)

### 군(Quận / 꽌)
꽌(Quận, 郡)은 대한민국의 구에 해당하는 행정구역이다.(여전히 郡의 베트남어 발음인 꽌으로 사용)
- 즈엉낀 (Dương Kinh /陽京 양경)
- 도선 (Đồ Sơn /涂山 도산)
- 하이안 (Hải An /海安 해안)
- 끼엔안 (Kiến An /建安 견안)
- 홍방 (Hồng Bàng /鴻龐 홍방)
- 응오꾸옌 (Ngô Quyền /吳權 오권)
- 레쩐 ( Lê Chân /黎眞 려진)

### 현(Huyện)
후옌(Huyện, 縣)은 대한민국의 군(郡)에 해당하는 개념이다. (우리는 현 단위 행정구역이 존재하지 않음)
- 안즈엉현 (An Dương /安陽 안양)
- 안라오현 (An Lão / 安老 안노)
- 박롱비현 (Bạch Long Vĩ / 白龍尾 백룡미)
- 끼엔투이현 (Kiến Thụy /建瑞 견서)
- 띠엔랑현 (Tiên Lãng /先朗 선낭)
- 빈바오현 (Vĩnh Bảo /永保 영보)
- 투이응우옌현 (Thủy Nguyên /水源 수원) ※ 도서 현
- 깟하이현 (Cát Hải /葛海 갈해) ※ 도서 현
- 빈장현 (Huyện Bình Giang / 平江縣)
- 껌장현 (Huyện Cẩm Giàng / 錦江縣)
- 잘록현 (Huyện Gia Lộc / 嘉祿縣)
- 낌타인현 (Huyện Kim Thành / 金城縣)
- 남삭현 (Huyện Nam Sách / 南策縣)
- 닌장현 (Huyện Ninh Giang / 寧江縣)
- 타인하현 (Huyện Thanh Hà / 靑河縣)
- 타인미엔현 (Huyện Thanh Miện / 靑沔縣)
- 뜨끼현 (Huyện Tứ Kỳ / 四岐縣)

| 군 / 현    | 동 수 (싸와 티쩐)            | 면적(km2) (2009) | 인구 (2018) | 밀도 (명/km2) |
| ---------- | ---------------------------- | ---------------- | ----------- | ------------- |
| 즈엉낀     | 6 개                         | 45.85            | 127,362     | 1,062.16      |
| 도선       | 7 개                         | 42.37            | 102,234     | 1,050.6       |
| 하이안     | 8 개                         | 88.39            | 180,235     | 1,168.31      |
| 끼엔안     | 10 개                        | 29.6             | 147,256     | 3,290.64      |
| 홍방       | 11 개                        | 14.27            | 172,310     | 7,121.58      |
| 응오꾸옌   | 13 개                        | 10.97            | 212,413     | 15,005.65     |
| 레쩐       | 15 개                        | 12.31            | 240,123     | 17,028.27     |
| 군 합계    | 70 개                        | 243.76           | 1,181,933   | 3,157.77      |
| 안즈엉     | 1 티쩐 + 15 싸               | 98.29            | 164,300     | 1,635.47      |
| 안라오     | 2 티쩐 + 15 싸               | 113.99           | 152,518     | 1,160.77      |
| 박롱비     | -                            | 4.5              | 912         | 200.4         |
| 깟하이     | 2 티쩐 + 10 싸               | 323.1            | 43,187      | 91.84         |
| 끼엔투이   | 1 티쩐 + 17 싸               | 107.5            | 140,135     | 1,175.1       |
| 띠엔랑     | 1 티쩐 + 22 싸               | 191.2            | 160,290     | 738.95        |
| 빈바오     | 1 티쩐 + 29 싸               | 180.5            | 185,340     | 958.91        |
| 투이응우옌 | 2 티쩐 + 35 싸               | 242.8            | 323,205     | 1,248..32     |
| 현 합계    | 10 티쩐 + 148 싸             | 1,261.98         | 1,169,887   | 845.84        |
| 전체       | 70개 프엉, 10 티쩐, 148개 싸 | 1,505.74         | 1,837,173   | 1,220.11      |

## 경제

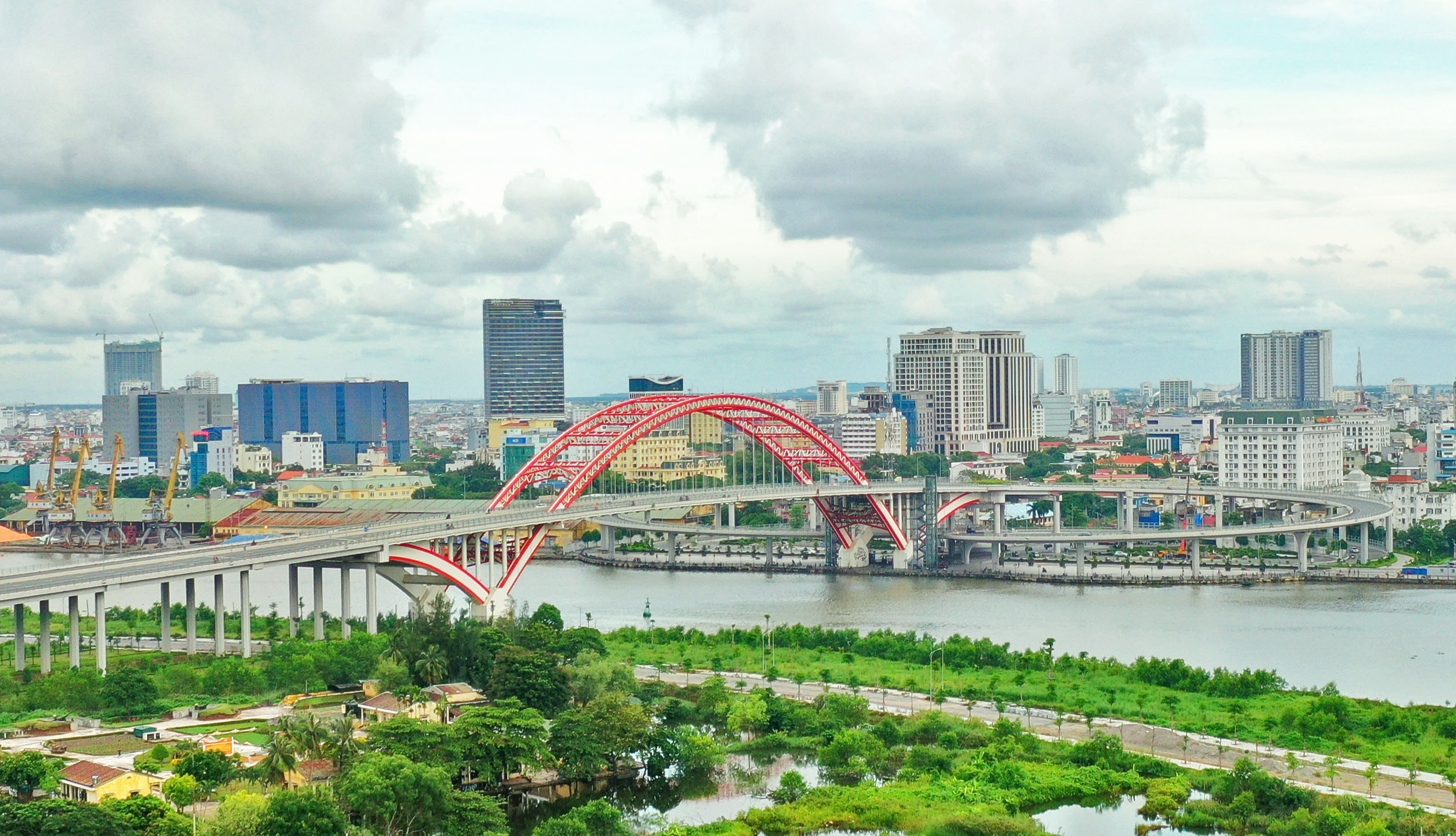
하이퐁시의 한 모퉁이

하이퐁은 베트남 주변 지역에서 특필되는 베트남 북부의 ‘중요한 경제 중심’ 중 하나이다. 프랑스 식민지 시대에는 사이공(현재의 호치민시)과 하노이와 함께 중심 도시가 되었으며, 19세기 말에 프랑스는 하이퐁을 ‘인도차이나의 경제 수도’로 제안하기도 했다.
하이퐁은 베트남 북부의 두 번째 공업지대이기도 하다. 2007년에는 홍강 삼각주의 GDP 중 하노이에 이어 2위인 11.8%를 차지했으며, 산업 부문에서도 빈푹성에 이어 2위로 10.6%를 차지했다. 또한 홍강 삼각주의 주요 쌀 산지이며, 어업에서는 네 번째로 큰 어장을 가지고 있다.
또한 베트남 북부의 중요한 항구 도시로 알려져 있기 때문에 서비스업이 큰 비율을 차지하고 있고, 지역의 무역에 있어서 중요한 위치에 있다. 2007년의 무역액은 수출 12억 6천만 달러, 수입 15억 5천만 달러를 기록했다.
2009년에는 예산 수입은 34조동, 2011년에는 47조 7250만동으로 2010년에 비해 19%가 증가했다. 2015년에 전체 세입은 56조 2880만동이었으며, 2020년까지 하이퐁의 세입은 80조 동까지 증가될 것이라고 예상하고 있다. 2013년 베트남의 지방경쟁력 지수에서는 63개 성 중에서 15위를 기록했다. 하이퐁은 세계 40여개국과 물류를 주고 받고 있으며, 국가의 상업적 중심지 중 하나가 되기 위해 노력하고 있다.
2017년 6월을 기준으로 6억 1700백만 달러의 투자가 이뤄졌으며, 그중에 해외 직접 투자 유치 금액은 5억 8500달러에 달했다. 이것은 딴부-락후옌 대교의 건설, 박당 대교 건설, 10번 국도 개조와 더불어 중심 도로 확장이 이루어지는 등 인프라 확충으로 비약적인 발전을 이루고 있다. 2017년을 기준으로 한국은 하이퐁에 87개 기업이 진출해 있으며, 하이퐁의 최대 투자자이다. 그리고 인해 하이퐁시 인민위원회에 한국 기업을 위한 지원단이 창립되었다. LG전자는 2015년 3월에 흥이옌과 하이퐁에 분산되어 있던 가전제품을 생산을 통합하기 위해 약 80만㎡ 규모의 〈LG전자 베트남 하이퐁 캠퍼스〉를 준공하였다. 2017년 12월 4일, LG 디스플레이가 하이퐁에서 첫 번째 베트남 생산기지이자, 세계에서 최대의 생산 라인들중 하나인 공장 완공식을 열었다. 호찌민에 생산 법인과 지사를 두고 있는 LG화학도 하이퐁시 트란두 공업지대에 편광판 생산공장을 최근 완공하고 가동에 돌입했다.

### 산업
식자재 가공, 경공업, 중공업을 포함한 산업 분야는 하이퐁의 핵심 영역이다. 주요 생산물로는 생선소스, 맥주, 담배, 직물, 종이, 플래스틱 관, 시멘트, 철, 제약, 선풍기, 오토바이, 강관, 선박, 소프트웨어 아웃소싱 등이 있다. 담배와 제약 분야를 제외하고 이러한 산업 분야는 2000년에서 2007년 사이에 급격히 성장해 왔다. 조선, 강관, 플래스틱 파이프, 직물은 그러한 산업 분야 중에서도 가장 성장이 빠른 분야이다.
시의 현 산업에 이용되는 소비재도 빠르게 상장하고 있다. 페트로 베트남은 베트남 최초의 폴리에스테르 섬유 공장을 하이퐁에 설립하기 위해 섬유 제조를 하는 비나텍스와 PVTex 합작사업체를 설립했다. 이 공장에서는 정유 부산물을 이용하여 중요 재료재에 대한 의존을 줄일 수 있을 것이라 기대하고 있다. 하이퐁에 고용된 인원 270,600명이며, 산업분야에서 2000년부터 2007년 사이에 112,600명의 고용이 창출되었다.

### 농업, 임업, 어업
도시로서의 지위에도 불구하고, 2007년 기준으로 하이퐁 면적의 1/3 또는 52,300 헥타아르가 농업에 이용되고 있다. 쌀은 가장 중요한 작물로 약 농지의 80%를 차지하고 있으며, 2007년을 기준으로 463,100톤을 생산했다. 다른 농작물로는 옥수수, 설탕, 땅콩이 있다.
어업은 하이퐁에서 비교적 높은 분야를 차지하며, 2007년을 기준으로 79,705톤의 어획량을 기록했다. 2000년에서 2007년 사이에 총생산은 거의 2배가 되었으며, 대부분 총생산의 60%를 차지하는 수산양식으로 인한 것이다. 해안 지대라는 입지에도 불구하고, 바다 생선은 약 1/4 정도의 비교적 작은 비율을 차지한다. 남딘성과 타이빈성은 비교적 높은 어업 분야의 비율을 차지하며, 내륙인 하이즈엉성 조차도 하이퐁 보다 어업에서 차지하는 비율이 높다.
2007년을 기준으로 315,000명이 농업과 어업에 고용되어 있고, 2000년 396,300명과 비교해 볼 때 크게 줄어든 것이다. 그러나 이 분야는 여전히 하이퐁 전체 고용율에서 산업보다 높은 1/3을 차지하고 있다.

## 관광

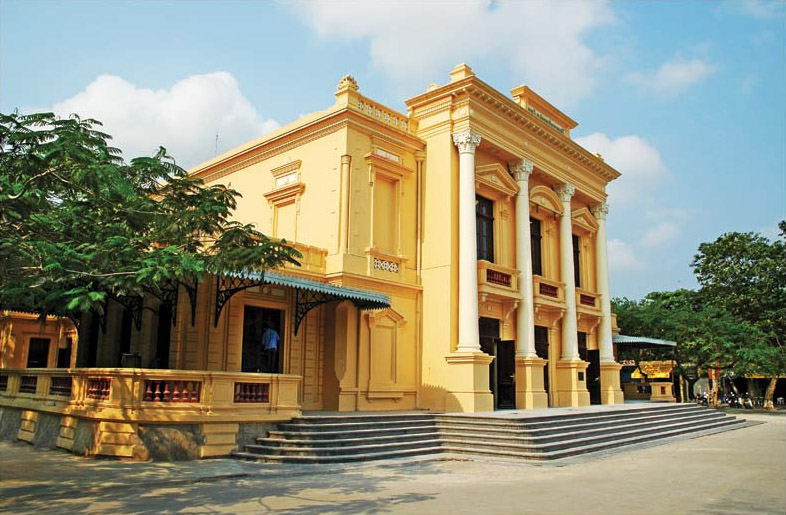
하이퐁 오페라 하우스

하이퐁은 해변에 위치한 도시이다. 그래서 이곳에서 즐길 수 있는 관광 상품으로는 바다 그리고 섬 관광이 있다.
- 도선 해변
- 혼다우 해변
- 깟바섬

그 외에도, 하이퐁은 험난한 석회암 산에 위치한 깟바 세계생물권보전공원도 있다. 그러므로 이곳에서는 삼림욕이 발달하고 있으며, 모험적인 산행, 재미있는 동굴탐험과 같은 프로그램도 함께 발달하고 있다.
- 깟바섬 생물권보전지역
- 깟바 국립공원
- 코끼리산 관광지
- 지아루언 마을 내 다호아 동굴(華石 동굴)

휴양과 오락을 위해 즐길 수 있는 골프장으로는 다음과 같은 것들이 있다.
- 도썬 골프장
- 까이지아 골프장

특히, 하이퐁에는 홍강평야에서 유일한 자연온천수가 흐르는 띠엔랑현, 띠엔랑 마을이 있다. 관광객들은 자신의 취향에 맞게 온천욕을 하거나 머드온천을 즐길 수 있다.
- 띠엔랑 온천 관광지

### 호텔
하이퐁은 베트남에서 세 번째로 큰 도시이고, 5성급 호텔은 빈펄 , 쏘노벨 하이퐁이 있으며, 써머셋, 머큐어 등 국제적인 체인호텔과 써비스 레지던스인 썬플라워 인터내셔널 빌리지 등이 있다. 대표적인 곳은 :
- 후우응히 호텔(Hữu nghị) : 60 Phố Điện Biên Phủ, Q Hồng Bàng.
- 하버뷰 호텔(Habour view) : Phố Trần Phú, Q Ngô Quyền.
- 남끄엉 호텔 (Nam Cường (Tên cũ Tray Hotel) : Phố Lạch Tray, Q Ngô Quyền.
- 펄 리버 호텔(Pearl River) : Km8 Đường Phạm Văn Đồng, Q Dương Kinh.

- 꽁도안도썬 호텔(Công đoàn Đồ Sơn)
- 호앙롱 클래식 호텔(Hoàng Long Classic) : phố Trần Quang Khải, Q Hồng Bàng.
- 카치산 카멜라 호텔(Khách sạn Camela) : đưòng Hùng Vương, Hồng, Q Hồng Bàng.

### 보대별장
바오다이 별장(Biệt thự Bảo Đại)은 1928년 하이퐁, 도선군 2구역, 도이붕에 지어졌다. 이곳은 베트남 북부에 있는 응우옌 왕조의 유일한 별장이다. 매년 이곳에는 6-7만명의 관광객들이 찾아온다.
현재 바오다이 황제의 별장에서는 다음과 같은 서비스가 제공된다.
1. 서비스가 필요한 귀빈을 위해 궁전격식에 맞는 교류, 회의, 토론, 생일파티와 같은 서비스를 제공한다.
2. 칵테일, 드래싱, 음악, 기념품이 제공되며, 황제, 황후 그리고 공주와 황태자가 머무른 곳을 관람할 수 있다.
3. 귀빈들이 기념사진을 촬영할 수 있도록 황제, 황후, 공주 그리고 관리들의 의상을 빌려준다.
4. 특별히, 80-300달러 가격으로 황제, 황후, 황태자 그리고 공주의 휴게실을 빌려주고 있다.
5. 보대별장은 무료 가수들의 공연이 포함된 일인당 25만동 이상의 식사가 제공된다.

### 문화
2015년 12월 30일, 롯데시네마 22호관을 개관했다. 2008년 국내 복합 상영관 최초로 베트남에 한국형 멀티플렉스 수출을 시작한 롯데시네마는 하이퐁시 중심의 빈컴 쇼핑몰 5층에 총 5개 스크린, 690석 규모로 문을 열었다.

### 건축물
하이퐁 건축은 아시아와 유럽 문화의 조화로운 독특함을 이루고 있다. 이 조화로 인해 도시는 우아하고, 견고한 도시적 분위기를 느낄 수 있다. 2011년까지, 하이퐁은 프랑스 식민지 시대 이후로 도시의 무결성을 유지했다. 홍방 지역에서와 마찬가지로, 프랑스가 지은 빌라가 있는 많은 거리는 행정 업무에 초점을 맞추어 동일하게 유지되었다. 홍방 지역에서는 호치민시의 초론 지역과 동일한 특성을 지닌 삿 시장(현재 판 보이 차우 거리 및 중국 거리, 현재 리 트엉 끼엣 거리라고 불림) 근처에 차이나 타운이 있다. 실버 시티는 바로 탐박 강의 로맨틱한 선착장에 위치해 있어서 많은 예술가의 방문의 대상이 되고 있다.
하이퐁의 또 다른 독특한 특징은 강이다. 도심으로 여러 개의 강이 흐르고 그것을 가로지르는 다리가 있다. 현재, 하이퐁에는 크고 작은 20개의 다리가 놓여져 있다. 가장 규모가 큰 것은 빈 대교이며, 동남아 최대의 현수교 중 하나이다. 하이퐁은 껌강, 탐박강, 락짜이강과 같은 역사적인 지형물을 따라 다섯 방향으로 개발 중이다. 항만도 정비되어 현대화를 마무리 하고 있다.
하이퐁 시립 극장 (하이퐁 오페라 하우스로 알려져 있다.)은 도심에 자리잡고 있는 오래된 건축물이다. 하노이 오페라 하우스. 사이공 오페라 하우스와 함께 인도차이나 시절에 지어진 3대 프랑스 극장이다.

## 교통

### 도로
하이퐁은 서부에서 하노이로 가는 5번 국도와 남부에서 남딘으로 향하는 10번 국도, 2개의 국도가 연결되는 곳에 위치해 있다. 이외에도 37번 국도, 하노이-하이퐁 고속도로, 닌빈, 하이퐁, 꽝닌을 연결하는 고속도로가 지나간다.
2017년 9월 2일, 일본의 원조자금 1조 1,260억원이 지원된 베트남 떤부-락후옌 고속도로와 딘부-깟하이 대교가 3년간 공사를 마치고 개통되었다. 고속도로는 총 15.63km 길이며, 동남아시아 최장 해상교량인 딘부-캇하이 대교는 5.44km에 이른다. 탄부-락후옌 고속도로 프로젝트로 락후옌 심해항구의 교통 접근성을 높이는 인프라 건설이 완성되었다.
타이빈 강 전체 하위 지류가 바다로 흘러 들어가는 하이퐁은 조밀한 네트워크를 보유해야 하는 곳이다. 이 때문에 다리와 도로 건설은 이 도시에서 매우 중요한 것이다.
- 빈 대교 : 하이퐁과 투이 응우옌을 잇는 길이 1,280m의 사장교이다.
- 락롱 다리 : 동남 아시아에서 가장 아름다운 다리 중 하나이며, 홍방 구의 탐박 강을 가로 지른다.
- 떤부-락후옌 대교 : 2017년 5월에 완성되었으며, 동남아에서 가장 긴 교량이다.

하이퐁은 약 7개의 구에 600개의 거리가 존재한다. 가장 긴 도로는 14.5km에 이르는 팜반동 거리이다. 가장 짧은 길이는 도이칸 거리이며, 레로이 거리와 응오쿠옌 지역의 르엉반칸 거리를 연결하며 길이는 70m에 불과하다.
2011년 총리는 총투자액은 2억 7661만 달러를 기록한 "하이퐁시의 도시 교통 개발" 프로젝트에 대한 협상 결과를 승인했다. 이 프로젝트는 도시 간선 도로의 건설을 포함하여 2011년부터 5년에 구현하고 2016년에 완공된 하이 지구에 하이퐁 르 로이 집단 (안양)에서 20km, 니엠에는 2개의 교량 건설, 락짜이 강과 쯔엉찐 도로, 라오 교량 터널을 통과한다. 또한 이 프로젝트는 도시 거리 정비와 대중 버스를 구축하는 계획이 있다. 동시에 사업자는 교통, 도시 교통, 대중 교통의 구현할 준비와 계획을 관리할 수 있는 제도적 역량을 강화를 요구받고 있다.

### 철도
1901년부터 1902년 6월 16일 사이에 프랑스에 의해 건설된 하노이-하이퐁 선으로 만들어진 하이퐁 역(종점)을 아직도 사용하고 있다. 구 윈난 철도가 하노이, 라오까이 성에서 중국의 윈난성 청두, 쿤밍을 운행한다.

### 항공
하이퐁의 주요 공항인 캇비 국제공항은 하루 3편 호찌민 시를 운항하고 있으며, 2011년 베트남 항공이 다낭을 주 5편 운항하고 있다. 티엔랑 구에 위치한 하이퐁 국제공항은 현재 확장 단계에 있으며, 북베트남에서 가장 큰 공항을 계획 중이다. 2016년 5월 12일에 1단계 공항 확장 공사가 완료되어, 국제공항으로 탈타꿈했으며, 인천, 방콕, 광저우 등의 국제선을 운영 중이다. 하노이 공항에서 하이퐁 시내까지는 105km 정도이고 택시로 약 2시간 정도 소요된다.

### 항만
하이퐁 항은 베트남과 동남아 전체에서도 손꼽히는 규모의 항구이다. 깜 강에 있는 하이퐁 항은 3개의 주요 부두를 가지고 있다. 호앙 디에우 부두(중앙 터미널)은 시의 중앙에 위치해 있고, 추아베 부두와 딘부 부두는 모두 동쪽으로 먼 하류에 위치해 있다. 몇 개의 페리 터미널은 캇하이와 캇바와 같은 주변 섬을 연결한다. 벤빈 페리 터미널은 시내 중심에 있고, 딘부 페리는 해안쪽 곶에 위치해 있다. 베트남 정부는 현재의 항에서 15km 떨어진 락후옌에 국제 심해부두 프로젝트(락후옌 심해 항구)를 진행 중이다. 이 프로젝트가 완료되면, 베트남에서 가장 깊은 수심 14m를 가진 10만 DWT를 처리할 수 있는 국제 화물 부두가 된다.

## 스포츠
하이퐁은 베트남 스포츠의 중심지로 자부하는 곳이다. 양궁, 축구, 수영, 장대높이뛰기, 체조, 역도와 같은 스포츠 분야에서 많은 선수들을 배출했다. 하이퐁의 많은 선수들은 국제 스포츠뿐만 아니라 지역 스포츠로의 통합 과정에서 베트남 스포츠의 중요한 이정표를 남겼다.
체조에서 나이옌 티 응아(Naiyen Thi Nga)는 베트남 체조 선수로는 처음으로 1997년 동남아시아 경기 대회에서 금메달을 차지했다.
축구는 여전히 하이퐁 사람들이 가장 좋아하는 스포츠이다. 20세기 초부터 프랑스는 축구를 베트남에 들여와 하이퐁과 베트남 각지에 축구를 즐길 수 있도록 축구장을 지었다. 하이퐁 축구는 많은 기복을 겪었으며 많은 팀들이 해체되었지만, 여전히 축구 클럽인 하이퐁 FC만 남아서 V리그 1 프로 축구 경기에서 뛰고 있다. 하이퐁FC는 락짜이 경기장을 주경기장으로 사용하고 있으며, 베트남의 관중 수는 지난 몇 년간 경기당 평균 1만 명에 달하는 관객을 보유하고 있다.

## 교육
- 하이퐁 의과 대학교
- 하이퐁 대학교 보관됨 2017-12-23 - 웨이백 머신
- 베트남 해양 대학교
- 하이퐁 사립 대학교 보관됨 2017-12-22 - 웨이백 머신

## 갤러리
- 두항탑
- 두항탑 구조
- 오페라 하우스
- 하이퐁의 성당 (2007)
- 하이퐁 시립 국제 전시관

## 자매 도시
- 베트남 다낭
- 대한민국 인천광역시
- 일본 후쿠오카현 기타큐슈시
- 미국 워싱턴주 킹군 시애틀
- 프랑스 브레스트
- 라오스 비엔티안주
- 러시아 블라디보스토크
- 러시아 상트페테르부르크
- 중화인민공화국 톈진 (1999)
- 중화인민공화국 쿤밍시
- 중화인민공화국 난닝시
- 독일 메클렌부르크포어포메른주
- 토스카나주 리보르노도